# Liste der Monuments historiques in Balléville
Die Liste der Monuments historiques in Balléville führt die Monuments historiques in der französischen Gemeinde Balléville auf.

## Liste der Immobilien
| Bezeichnung | Beschreibung                    | Standort                | Kennzeichnung | Schutzstatus | Datum | Bild           |
| ----------- | ------------------------------- | ----------------------- | ------------- | ------------ | ----- | -------------- |
| Wegekreuz   | bezeichnet 1522                 | Route de Vouxey (Lage)  | PA00107089    | Classé       | 1908  | weitere Bilder |
| Solanakreuz | Friedhofskreuz, 16. Jahrhundert | auf dem Friedhof (Lage) | PA00107088    | Classé       | 1907  | weitere Bilder |

## Liste der Objekte
| Bezeichnung               | Beschreibung                                         | Standort                                          | Kennzeichnung | Schutzstatus | Datum | Bild |
| ------------------------- | ---------------------------------------------------- | ------------------------------------------------- | ------------- | ------------ | ----- | ---- |
| Kruzifix                  | Elfenbein, Holz, 18. Jahrhundert                     | in der Kirche Nativité-de-Notre-Dame (Lage)       | PM88000042    | Classé       | 1969  |      |
| Skulptur Madonna mit Kind | Stein, farbig gefasst, 15. Jahrhundert               | in der Kirche Nativité-de-Notre-Dame (Lage)       | PM88000041    | Classé       | 1908  |      |
| Retabel                   | Stein, 16. Jahrhundert                               | außen an der Kirche Nativité-de-Notre-Dame (Lage) | PM88000040    | Classé       | 1907  |      |
| Monstranz                 | Silber, vergoldet, 1869; gestiftet von Napoleon III. | in der Kirche Nativité-de-Notre-Dame (Lage)       | PM88000043    | Classé       | 1969  |      |